# Епархия Агунтума
Епархия Агунтума (лат. Dioecesis Aguntiensis) — упразднённая епархия, в настоящее время титулярная епархия Римско-Католической церкви.

## История
Античный город Агунтум, идентифицируемый сегодня с археологическими раскопками, находящимися недалеко от Лиенца, до VII века был центром одноимённой епархии. В настоящее время известно имя только одного епископа епархии Агунтума, который в 579 году подписал решения псевдособора в Градо.
С 1968 года епархия Агунтума является титулярной епархией Римско-Католической церкви.

## Епископы
- упоминается в 579 году — епископ Аронний .

## Титулярные епископы
- 15.07.1968 — 8.04.1975 — епископ Francis Joseph Gossman  — назначен епископом Роли;
- 9.05.1975 — 22.04.2005 — епископ Josef Plöger ;
- 8.06.2005 — по настоящее время — епископ Ромуальд Каминский .

## Источник
- Annuario Pontificio, Libreria Editrice Vaticana, Città del Vaticano, 2003, стр. 754, ISBN 88-209-7422-3
- Jacques Zeiller, Les origines chrétiennes dans les provinces danubiennes de l’empire romain, Paris 1918, стр. 134—135, 138  (фр.)
- La Gerarghia Cattolica